# Vogler-Quartett
Das Vogler Quartett ist ein in Berlin ansässiges deutsches Streichquartett. Es gründete sich 1985 und spielt seit Anfang 1986 in unveränderter Besetzung zusammen.

## Geschichte
Es zählte damals zusammen mit dem ebenfalls in Ost-Berlin ansässigen Petersen-Quartett zu den wichtigsten Nachwuchs-Ensembles der DDR, nachdem die Musiker im Mai 1986 den Streichquartett-Wettbewerb in Évian-les-Bains gewonnen hatten. Künstlerische Impulse erhielt das Quartett u. a. durch das LaSalle Quartet, das Guarneri Quartet, Sándor Végh, György Kurtág und Eberhard Feltz.
Mittlerweile konzertiert das Quartett international in bedeutenden Musikzentren und bei wichtigen Festivals. Seit 1993 gestaltet es im Konzerthaus Berlin eine eigene Reihe. Das umfangreiche Repertoire der Musiker umfasst alle Epochen und Stilrichtungen. Neben der Gesamteinspielung aller Streichquartette von Robert Schumann und Johannes Brahms erschienen CD-Einspielungen mit Werken von Beethoven, Debussy, Janáček, Reger, Schostakowitsch und zuletzt mit den beiden Streichquartetten von Karl Amadeus Hartmann und dem zweieinhalbstündigen Klavierquintett Hauptweg und Nebenwege von Michael Denhoff.
Das Vogler-Quartett engagiert sich in diversen Musikfesten und Projekten – so zum Beispiel seit beim Musikfest Kassel und den Nordhessischen Kindermusiktagen. Als Dozentenensemble ist das Vogler-Quartett regelmäßig zu Gast beim International Chamber Music Campus der Jeunesses Musicales Deutschland auf Schloss Weikersheim.

## Besetzung
- Tim Vogler, 1. Violine
- Frank Reinecke, 2. Violine
- Stefan Fehlandt, Viola
- Stephan Forck, Violoncello